# WAN
WAN (съкратено от английски: wide area network – букв. „мрежа през голяма област“ или „в голям обсег“) е компютърна мрежа с голям обхват. Те могат да бъдат разположени на различни места в света като връзката често минава през спътник. На практика всяка мрежа, чиито връзки преминават през границите на различни организации, области или държави може да се счита за WAN мрежа. За разлика от тях персоналните мрежи (PAN), локалните мрежи (LAN) и кампусните мрежи (CAN) или метро мрежите (MAN) обикновено са разположени в една стая, сграда или град съответно.
WAN мрежите се използват, за да свързват много LAN и други видове мрежи, така че потребителите и устройствата, разположени в една от тези мрежи, да могат да обменят информация и да използват ресурси от отдалечените мрежи. Много WAN мрежи са изградени за една организация и са частни. Други се изграждат и поддържат от Интернет доставчици и предлагат свързаност от локалните мрежи на различни организации към Интернет. WAN често се изграждат с помощта на наети линии. Във всеки край на наетата линия маршрутизатор се свързва към локалната мрежа и към наетата линия едновременно. Наетите линии могат да бъдат скъпи, затова се търсят и използват и други методи за свързаност. Мрежовите протоколи за комуникация като TCP/IP поддържат транспортни и адресни услуги. Протоколите включващи Packet over SONET/SDH, MPLS, ATM и Frame relay често биват използвани от доставчиците на услуги за пренос на данни между/във WAN мрежите. X.25 беше доста често използван протокол в зората на WAN мрежите и често се смята за предшественика на Frame Relay протокола, тъй като доста от основните му функции все още се използват и са вградени (с доста подобрения) във Frame Relay.
Научните изследвания за WAN мрежите могат да се разделят на три вида: математически модели, мрежова виртуализация и мрежова емулация.
Подобряване на производителността понякога може да се постигне и чрез използването на WAFS или WAN оптимизация.
Скоростите за предаване на данни при WAN мрежите започват от 1200 bps и 6 Mbps, като в последните години тези цифри се увеличиха многократно.